# الدیا گاوینها
الدیا گاوینها (به پرتغالی: Aldeia Gavinha) یک سکونتگاه مسکونی در پرتغال است که در Alenquer Municipality واقع شده‌است.

## خصوصیات
الدیا گاوینها ۸٫۲۲ کیلومترمربع مساحت و ۱٬۱۷۳ نفر جمعیت دارد.